# IC 969
IC 969 ist eine Galaxie vom Hubble-Typ S im Sternbild Jungfrau auf der Ekliptik. Sie ist rund 346 Millionen Lichtjahre von der Milchstraße entfernt.
Das Objekt wurde am 10. Juni 1893 vom französischen Astronomen Stéphane Javelle entdeckt.